# Черен плъх
Черният плъх (Rattus rattus), е вид дребен бозайник от семейство Мишкови (Muridae). Разпространен е по цялото земно кълбо, включително и цялата територия на България.

## Физически характеристики
Дължината на тялото достига 19 cm. Опашката е по-дълга от тялото – до 23 cm. Муцуната е тясна и издължена. Ушите са по-дълги от тези на сивия плъх. Опашката е гола и покрита с повече от 200 люспени пръстени. Окраската на гърба е от черно - до жълто-кафява, а отстрани – по-светла. Долната страна на тялото е пепелявосива до жълто-бяла.

## Разпространение
Разпространен е по цялото земно кълбо, включително и цялата територия на България.

## Местообитание
Ареалът му е свързан с жилищата на хората. Среща се и на плавателни съдове. Предпочита предимно горните етажи и таваните на сградите, за разлика от сивия плъх, който обитава долните етажи и мазетата. Черният плъх е по-топлолюбив от сивия. В райони с по-мек климат може целогодишно да обитава природни биотопи. В природата копае дупки в земята, живее в хралупи на дървета или строи гнезда по клоните им, като води полу дървесен начин на живот.

## Хранене
Храни се с кора, клонки, плодове и растения, като предпочита по-малко животинска храна от сивия плъх.

## Размножаване и развитие
Ражда се след 20 – 24 дни бременност 2 – 3 пъти в 6 година до 6 малки.